# Skomer
Skomer is een eiland voor de kust van het graafschap Pembrokeshire in Wales (Verenigd Koninkrijk). Het eiland is van vulkanische origine, wat nog zichtbaar is aan de verschillende steenlagen en een aantal vulkanische bommen die voor de kust tussen de rotsen liggen.
Het heeft een oppervlakte van 3 km². Het eiland vertoont vele tekenen van historische bewoning; van soms duizenden jaren geleden. Hieraan kwam in 1950 een einde, toen de laatste permanente bewoner (Rueben Codd) naar het nabijgelegen vasteland verhuisde en het eiland daarvandaan ging beheren. Vanuit Martin's Haven (ten westen van het plaatsje Marloes) is het eiland per schip bereikbaar, mits het weer zulks toelaat. Het aantal bezoekers wordt beperkt tot 250 per dag (2006). Het woonhuis met bijgebouwen op het eiland biedt beperkte accommodatie voor hen die de nachtelijke terugkeer van de pijlstormvogels naar hun onderaardse nesten van nabij willen observeren, vrijwilligers en onderzoekers. Op het eiland bevinden zich een steencirkel en een monoliet, maar het is vooral bekend door zijn enorme vogelpopulatie, waaronder:
- Noordse pijlstormvogels (Meer dan 200.000 broedparen. Dit is bijna de helft van de wereldpopulatie)
- Papegaaiduikers (ca. 40.000 broedparen)
- Alken
- Aalscholvers
- Kuifaalscholvers
- Zilvermeeuwen
- Jan van genten
- Drieteenmeeuwen
- Zeekoeten
- Stormvogeltjes
- Noordse stormvogels
- Scholeksters
- Velduilen

Verder is het een toevluchtsoord voor zeehonden en groeien er veel wilde bloemen. Op 16 februari 1996 werden flora en fauna ernstig bedreigd door de scheepsramp met de Sea Empress, een tanker die dicht bij Skomer 147.000 ton ruwe olie verloor.
Iets ten zuiden van Skomer ligt het eilandje Skokholm, en aan de noordkant van St. Bride's Bay ligt het eveneens zeer vogelrijke Ramsey Island.